# Procimequat
Procimequat là một giống lai ba lá hoặc lai chuyển gen, trong đó Chanh quất là một phép lai giữa chanh và kim quất tròn, được lai với một loại quả giống như cây quất, có tên là Fortunella hindsii.
Những quả nhỏ xíu có màu cam và kích thước bằng một viên bi. Giống như một số kim quất, nó được ăn hoàn toàn, bao gồm cả vỏ. Nó có vị như một sự kết hợp của chanh, cam và cần tây.
Mặc dù là tam bội, Procimequat không tạo ra hạt giống, đó là hạt. Điều đó có nghĩa là nó trở thành cây từ hạt giống, bất kể nguồn phấn hoa.